# Arrondissements de l'Essonne

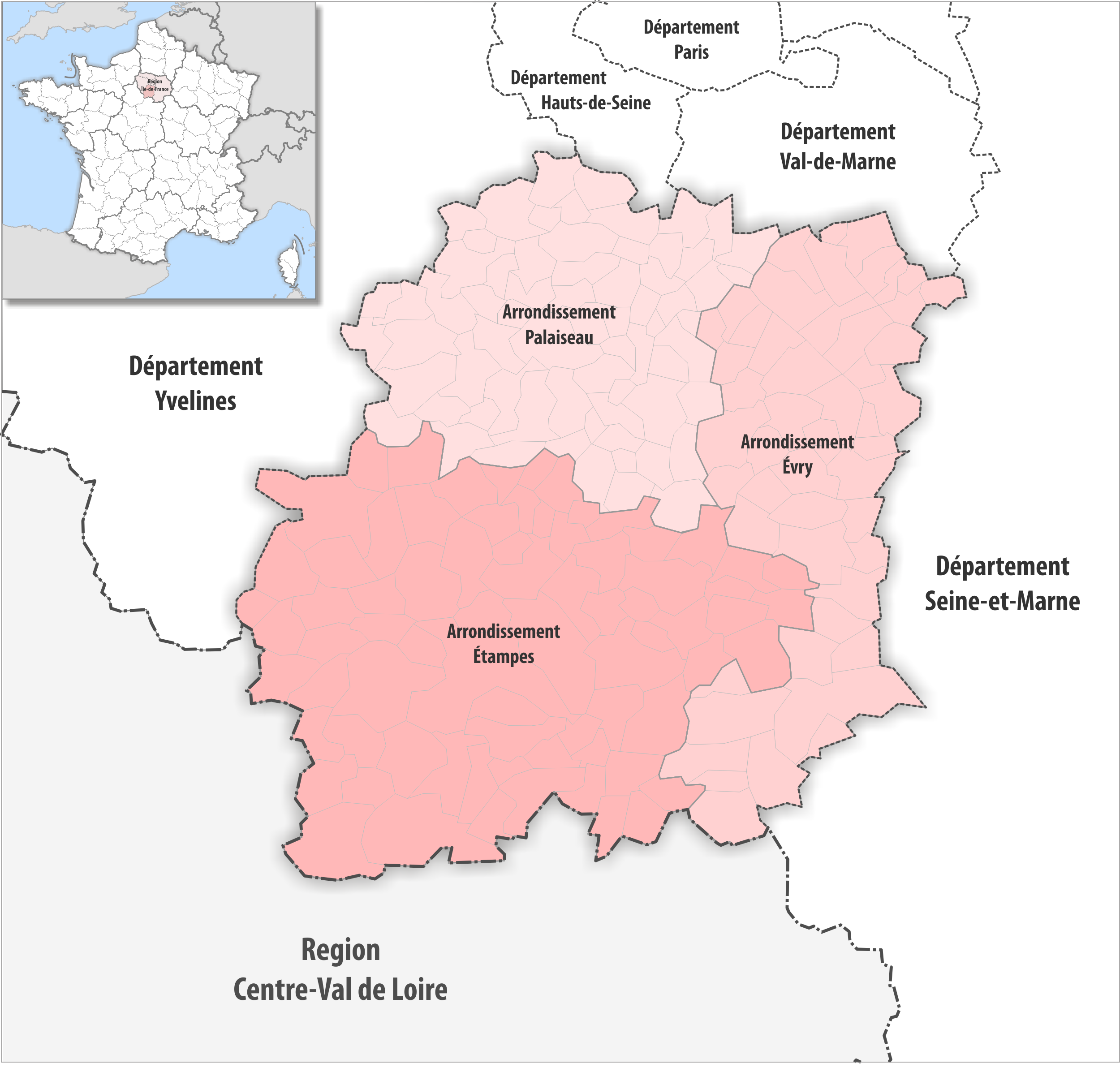
Les arrondissements de l'Essonne en 2019.

Le département français de l'Essonne est subdivisé depuis sa création le 1er janvier 1968 en trois arrondissements.

Carte du découpage administratif de l'Essonne entre 1985 et 2015.

## Composition
| Nom                         | Code Insee | Superficie (km2) | Population (dernière pop. légale) | Densité (hab./km2) | Modifier             |
| --------------------------- | ---------- | ---------------- | --------------------------------- | ------------------ | -------------------- |
| Arrondissement d'Étampes    | 911        | 851,40           | 133 605 (2022)                    | 157                | modifier les données |
| Arrondissement d'Évry       | 912        | 469,00           | 546 675 (2022)                    | 1 166              | modifier les données |
| Arrondissement de Palaiseau | 913        | 484,00           | 644 266 (2022)                    | 1 331              | modifier les données |
| Essonne                     | 91         | 1 804,00         | 1 324 546 (2022)                  | 734                | modifier les données |

## Présentation
L'Arrondissement d'Évry est administré à partir de la préfecture d'Évry depuis le transfert en 1966 des services basés à Corbeil-Essonnes. Il regroupe dix-sept cantons, cinquante-deux communes et 504 125 habitants.
L'Arrondissement d'Étampes est administré par la sous-préfecture d'Étampes. Il était déjà arrondissement du département français de Seine-et-Oise de 1800 à 1926 le redevint à partir de 1966 jusqu'à la création du département de l'Essonne en 1968. Il regroupe six cantons et soixante-dix neuf communes pour un total de 135 578 habitants.
L'Arrondissement de Palaiseau est administré par la sous-préfecture de Palaiseau. Créé en 1962 comme arrondissement de Seine-et-Oise, il fut transféré en 1967 lors de la création du département de l'Essonne. Il englobe dix-neuf cantons, soixante-six communes et totalise 568 301 habitants.

## Histoire
- 1962 : Palaiseau devient arrondissement de Seine-et-Oise[1].
- 1966 : décision de transférer l'arrondissement de Seine-et-Oise de Corbeil-Essonnes à Évry[2]. Étampes redevient arrondissement de Seine-et-Oise[3].
- 1967 : création et rattachement des cantons du futur département de l'Essonne aux trois arrondissements de Seine-et-Oise : Étampes, Évry et Palaiseau[4].
- 1968 : création du département français de l'Essonne à partir de 198 communes de Seine-et-Oise ; Étampes, Évry et Palaiseau sont maintenus chefs-lieux d'arrondissements.
- Au 1er janvier 2017, une réorganisation des arrondissements est effectuée, pour mieux intégrer les récentes modifications des intercommunalités; 3 communes sur 196 sont affectées : 3 passent d'Étampes vers Palaiseau[5].